# Netos reinantes da Rainha Vitória e do Príncipe Alberto

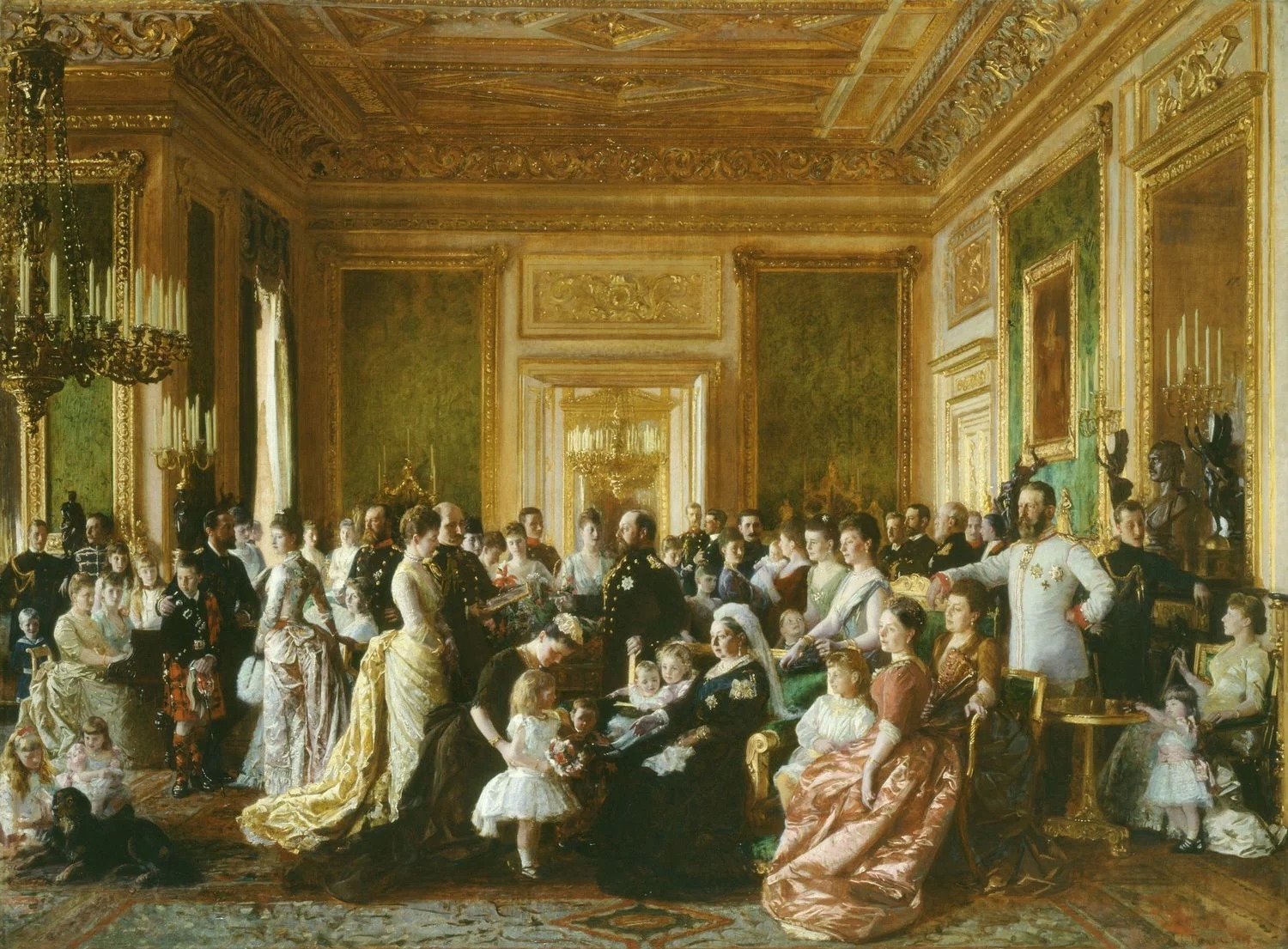
A rainha Vitória rodeada por filhos e netos
Laurits Tuxen, 1887

Esta é uma lista dos netos reinantes da rainha Vitória do Reino Unido (1819–1901, rainha desde 1837, casada em 1840) e do seu marido, o príncipe Alberto de Saxe-Coburgo-Gota (1819–1861). Eles reinaram ou por seu próprio direito ou como consortes na Alemanha, Grécia, Reino Unido, Noruega, Rússia, Romênia e Espanha.

## Rainha Vitória e Príncipe Alberto
A rainha Vitória (que subiu ao trono a 20 de junho de 1837 e foi coroada a 28 de junho de 1838) casou-se com o príncipe Alberto a 10 de fevereiro de 1840, em uma cerimônia realizada por William Howley, o Arcebispo da Cantuária, na capela real do Palácio de St. James em Westminster, Londres. O príncipe Alberto morreu catorze anos e meio antes de Vitória ser proclamada Imperatriz da Índia a 1 de maio de 1876.

### Filhos da rainha Rainha Vitória e do Príncipe Alberto

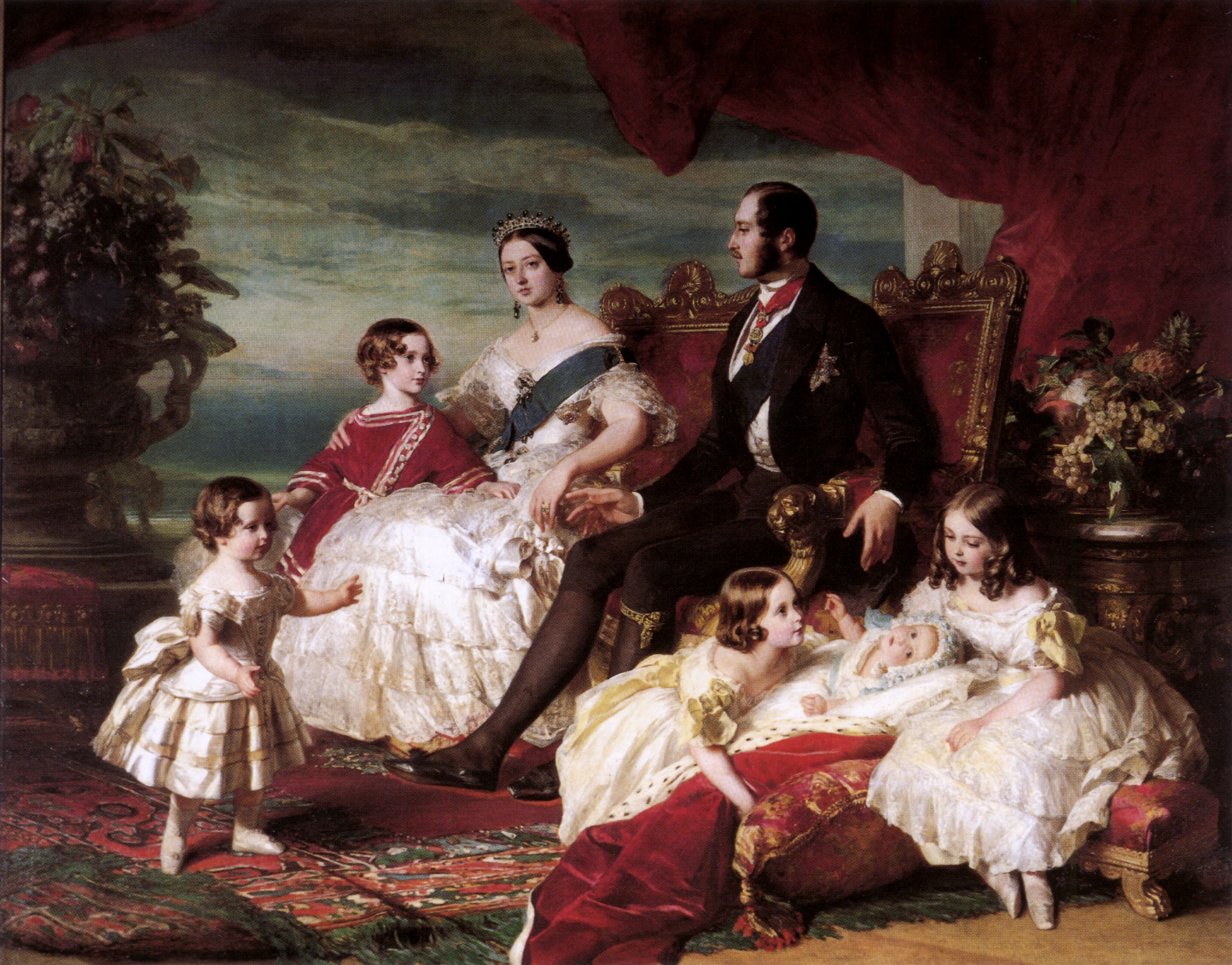
A família de Vitória e Alberto em 1846 por Franz Xaver Winterhalter.

A rainha Vitória casou-se com seu primo direto, o príncipe Alberto, a 10 de fevereiro de 1840. Tiveram nove filhos:
- Vitória, Princesa Real (1840–1901), casada com o kaiser Frederico III da Alemanha;
- Eduardo VII (1841–1910), rei do Reino Unido e Imperador da Índia; casado com a princesa Alexandra da Dinamarca;
- Alice (1843–1878), casada com Luís IV, Grão-Duque de Hesse;
- Alfredo, Duque de Saxe-Coburgo-Gota (1844–1900), casado com a grã-duquesa Maria Alexandrovna da Rússia;
- Helena (1846–1923), casada com o príncipe Cristiano de Schleswig-Holstein;
- Luísa (1848–1939), casada com John Campbell, 9.º Duque de Argyll;
- Artur, Duque de Connaught e Strathearn (1850–1942), casado com a princesa Luísa Margarida da Prússia;
- Leopoldo, Duque de Albany (1853–1884), casado com a princesa Helena de Waldeck e Pyrmont;
- Beatriz (1857–1944), casada com o príncipe Henrique de Battenberg.

### Netos da Rainha Vitória e do Príncipe Alberto

##### 1. Filhos reinantes deVitória, Princesa Real, rainha consorte daPrússiae imperatriz consorte daAlemanha
Vitória, Princesa Real casou-se com o kaiser Frederico III da Alemanha, com quem teve oito filhos. Dois desses oito filhos (Guilherme e Sofia) reinaram na Alemanha e Grécia respectivamente;
| Título e nome                                      | Retrato                                                  | Nascimento e morte | Consorte(s)                                                            | Notas                                                                               |
| -------------------------------------------------- | -------------------------------------------------------- | --- | ---------------------------------------------------------------------- | ----------------------------------------------------------------------------------- |
| Guilherme II (Kaiser da Alemanha e Rei da Prússia) |                                                          | Nascido a 27 de janeiro de 1859 Berlim, Reino da Prússia — Morto a 4 de junho de 1941 Doorn, Utrecht, Países Baixos         | Augusta Vitória de Schleswig-Holstein 27 de fevereiro de 1881 7 filhos | Reinou de 15 de junho de 1888 até a abolição da monarquia em 9 de novembro de 1918. |
| Guilherme II (Kaiser da Alemanha e Rei da Prússia) | Hermínia Reuss de Greiz 5 de novembro de 1922 sem filhos | Nascido a 27 de janeiro de 1859 Berlim, Reino da Prússia — Morto a 4 de junho de 1941 Doorn, Utrecht, Países Baixos         |                                                                        | Reinou de 15 de junho de 1888 até a abolição da monarquia em 9 de novembro de 1918. |
| Carlota (Duquesa de Saxe-Meiningen)                |                                                          | Nascida a 24 de julho de 1860 Potsdam, Prússia — Morta a 1 de outubro de 1919 Baden-Baden, República de Weimar              | Bernardo III, Duque de Saxe-Meiningen 18 de fevereiro de 1878 1 filha  | Duquesa-consorte de Saxe-Meiningen de 1914 a 1918.                                  |
| Sofia (Rainha da Grécia)                           |                                                          | Nascida a 14 de junho de 1870 Novo Palácio, Potsdam, Prússia — Morta a 13 de janeiro de 1932 Frankfurt, República de Weimar | Constantino I da Grécia 27 de outubro de 1889 6 filhos                 | Rainha-consorte do Reino da Grécia de 1913 a 1917 e depois entre 1920 e 1922.       |

##### 2. Filhos reinantes deEduardo VII, rei do Reino Unido e Imperador da Índia
O rei Eduardo VII do Reino Unido casou-se com a princesa Alexandra da Dinamarca, filha do rei Cristiano IX da Dinamarca, "o sogro da Europa", com quem teve seis filhos. Dois desses seis filhos (Jorge e Maud) reinaram no Reino Unido (como Jorge V) e na Noruega respectivamente;
| Título e nome                                     | Retrato | Nascimento e morte                                                                                              | Consorte(s)                               | Notas                                                             |
| ------------------------------------------------- | ------- | --- | ----------------------------------------- | ----------------------------------------------------------------- |
| Jorge V (Rei do Reino Unido e Imperador da Índia) |         | Nascido a 3 de junho de 1865 Londres, Reino Unido — Morto a 20 de janeiro de 1936 Sandringham, Reino Unido      | Maria de Teck 6 de julho de 1893 6 filhos | Rei do Reino Unido de 1910 a 1936.                                |
| Maud (Rainha da Noruega)                          |         | Nascida a 26 de novembro de 1869 Londres, Reino Unido — Morta a 20 de novembro de 1938 Sandringham, Reino Unido | Haakon VII 22 de julho de 1896 1 filho    | Princesa da Dinamarca, Rainha Consorte da Noruega de 1905 a 1938. |

##### 3. Filhos reinantes deAlice do Reino Unido
A princesa Alice do Reino Unido casou-se com o Luís IV, Grão-Duque de Hesse, com quem teve sete filhos. Alexandra, uma desses sete filhos, reinou como czarina consorte da Rússia ao se casar com o czar Nicolau II;
| Título e nome                            | Retrato | Nascimento e morte                                                                                       | Consorte(s) | Notas |
| ---------------------------------------- | ------- | --- | --- | --- |
| Ernesto Luís (Grão-Duque de Hesse)       |         | Nascido a 25 de novembro de 1868 Darmstadt, Hesse e Reno — Morto a 9 de outubro de 1937 Langen, Alemanha | Vitória Melita de Saxe-Coburgo-Gota (1894-1901) (divórcio) 1 filha - Leonor de Solms-Hohensolms-Lich (1905–1937) 2 filhos | Reinou de 13 de março de 1892 até a abolição da monarquia em 9 de novembro de 1918.                                                                                            |
| Alexandra Feodorovna (Czarina da Rússia) |         | Nascida a 6 de junho de 1872 Darmstadt, Hesse e Reno — Morta a 17 de julho de 1918 Ecaterimburgo, Rússia | Nicolau II da Rússia 6 de novembro de 1894 5 filhos                                                                       | Nascida princesa Alice de Hesse e Reno foi Czarina da Rússia de 1894 até a abolição da monarquia em 1917. Foi assassinada com seu marido e filhos em 1918 por revolucionários. |

##### 4. Filhas reinantes deAlfredo, Duque de Saxe-Coburgo-Gota
O príncipe Alfredo (futuro Duque de Saxe-Coburgo-Gota) casou-se com a grã-duquesa Maria Alexandrovna da Rússia, filha do czar Alexandre II da Rússia, com quem teve seis filhos. Sua filha, a princesa Maria de Saxe-Coburgo-Gota, foi rainha consorte da Romênia, esposa do rei Fernando I e sua outra filha, a princesa Vitória Melita, foi grã-duquesa consorte de Hesse, esposa de Ernesto Luís, de 1894 até seu divórcio em 1901;
| Título e nome                         | Retrato | Nascimento e morte                                                                                            | Consorte(s)                                                                                       | Notas                                                    |
| ------------------------------------- | ------- | --- | ------------------------------------------------------------------------------------------------- | -------------------------------------------------------- |
| Maria (Rainha da Romênia)             |         | Nascida a 29 de outubro de 1875 Eastwell Park, Kent, Inglaterra — Morta a 18 de julho de 1938 Sinaia, Romênia | Fernando I 10 de janeiro de 1893 6 filhos                                                         | Rainha Consorte da Romênia de 1914 a 1927.               |
| Vitória Melita (Grã-Duquesa de Hesse) |         | Nascida a 25 de novembro de 1876 Attard, Malta — Morta a 2 de março de 1936 Amorbach, Alemanha                | Ernesto Luís (1894-1901) (divórcio) 1 filha - Cyrill Vladimirovich da Rússia (1905–1937) 3 filhos | Grã-Duquesa Consorte de Hesse de 1894 a 1901 (divórcio). |

##### 5. Filho reinante deLeopoldo, Duque de Albany
Leopoldo, Duque de Albany, filho mais novo da rainha Vitória, casou-se com a princesa Helena de Waldeck e Pyrmont em 1882, com quem teve dois filhos. O única filho do casal, Carlos Eduardo, herdou o Duque de Saxe-Coburgo-Gota, reinando de 1900 até a abolição das monarquias do Império Alemão em 1918;
| Título e nome                               | Retrato | Nascimento e morte                                                                             | Consorte(s)                                                           | Notas                                      |
| ------------------------------------------- | ------- | ---------------------------------------------------------------------------------------------- | --------------------------------------------------------------------- | ------------------------------------------ |
| Carlos Eduardo (Duque de Saxe-Coburgo-Gota) |         | Nascido a 19 de julho de 1884 Esher, Inglaterra — Morto a 6 de março de 1954 Coburgo, Alemanha | Vitória Adelaide de Schleswig-Holstein 11 de outubro de 1905 5 filhos | Duque de Saxe-Coburgo-Gota de 1900 a 1918. |

##### 6. Filha reinante deBeatriz do Reino Unido
Beatriz do Reino Unido, filha mais nova da rainha Vitória, casou-se com o príncipe Henrique de Battenberg em 1885, com quem teve quatro filhos. A única filha do casal, Vitória Eugênia, desposou o rei espanhol Afonso XIII, reinando de 1906 até 1931;
| Título e nome                       | Retrato | Nascimento e morte                                                                                  | Consorte(s)                             | Notas                                      |
| ----------------------------------- | ------- | --------------------------------------------------------------------------------------------------- | --------------------------------------- | ------------------------------------------ |
| Vitória Eugênia (Rainha da Espanha) |         | Nascida a 24 de outubro de 1887 Aberdeenshire, Escócia — Morta a 15 de abril de 1969 Lausana, Suíça | Afonso XIII 31 de maio de 1906 7 filhos | Rainha Consorte da Espanha de 1906 a 1931. |